# Пшибоже
Пшибоже (пол. Przyborze) — посёлок (село) в Польше, входит в Западно-Поморское воеводство, Лобезский повят, гмину Лобез. Расположен примерно в 7 км от города Лобеза, к востоку от реки Рега.
Население oколо 40 жителей (2007).
Впервые Пшибоже упоминается в документах в XVI веке. От средневековья до XIX века деревня принадлежала семье Борк (англ. Borck). До 1945 года, когда деревня не была больше немецкой, её владельцем была семья Роншнайдеров (англ. Rohnschneider). С 1975 года до 1998 года Пшибоже был частью Щецинского воеводства.
На окраине Пшибоже есть старая Евангелическо-Аугсбургское кладбище с XIX века, где сохранились старинные железные кресты (старейший с 1862 года). Самая старая могила — могила землевладельца Карла Готлиба 1858 года. На кладбище также известен плющ, который растёт на деревьях. Вокруг села есть также клифы возле реки Рега до 50 метров высотой. К югу от жилых зданий лежит камень с диаметром 9,1 м, доставленный сюда из Скандинавии тысячу лет назад.

## Галерея фотографий

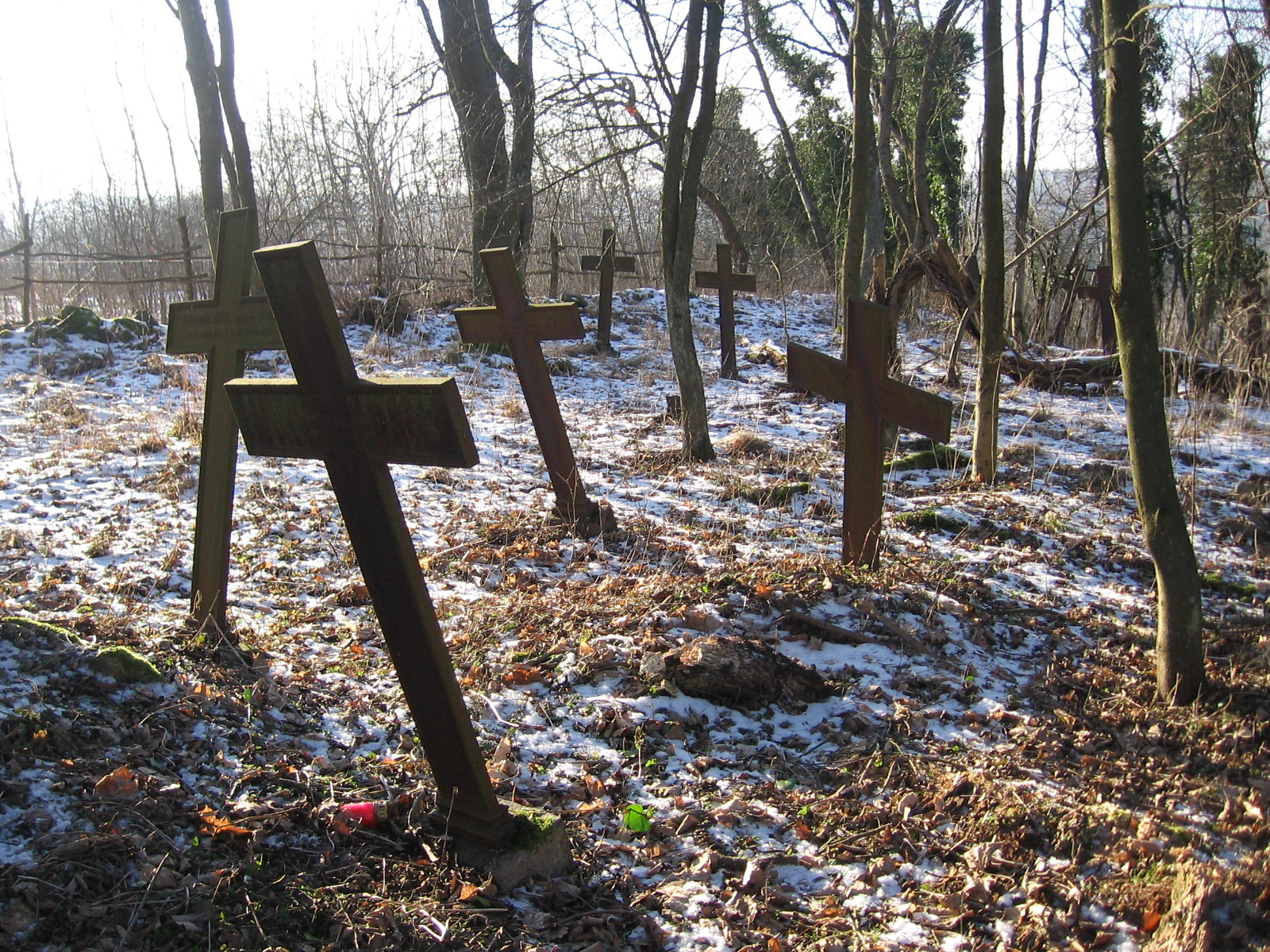
Железные кресты на кладбище в Пшибоже
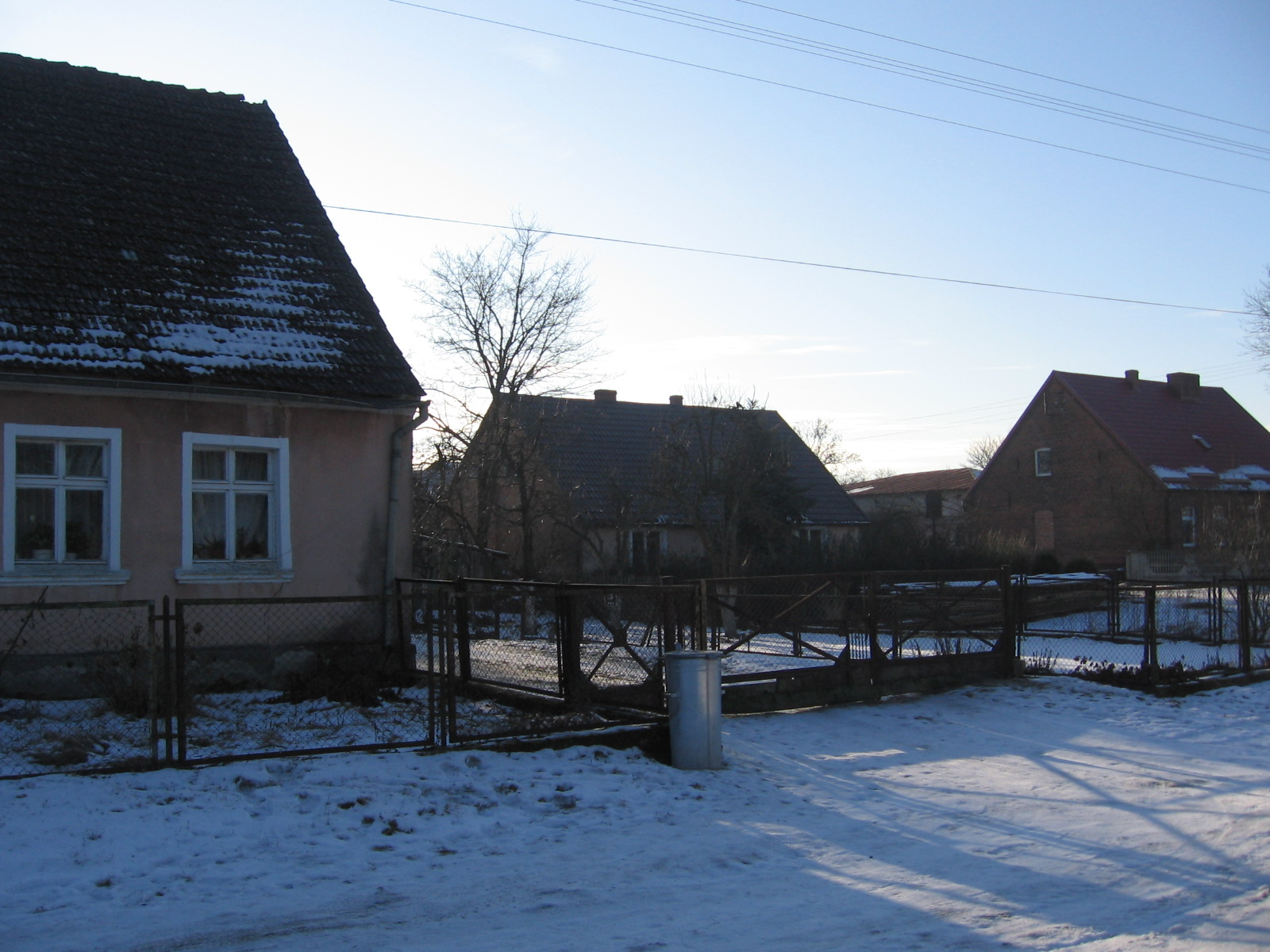
Дома в Пшибоже
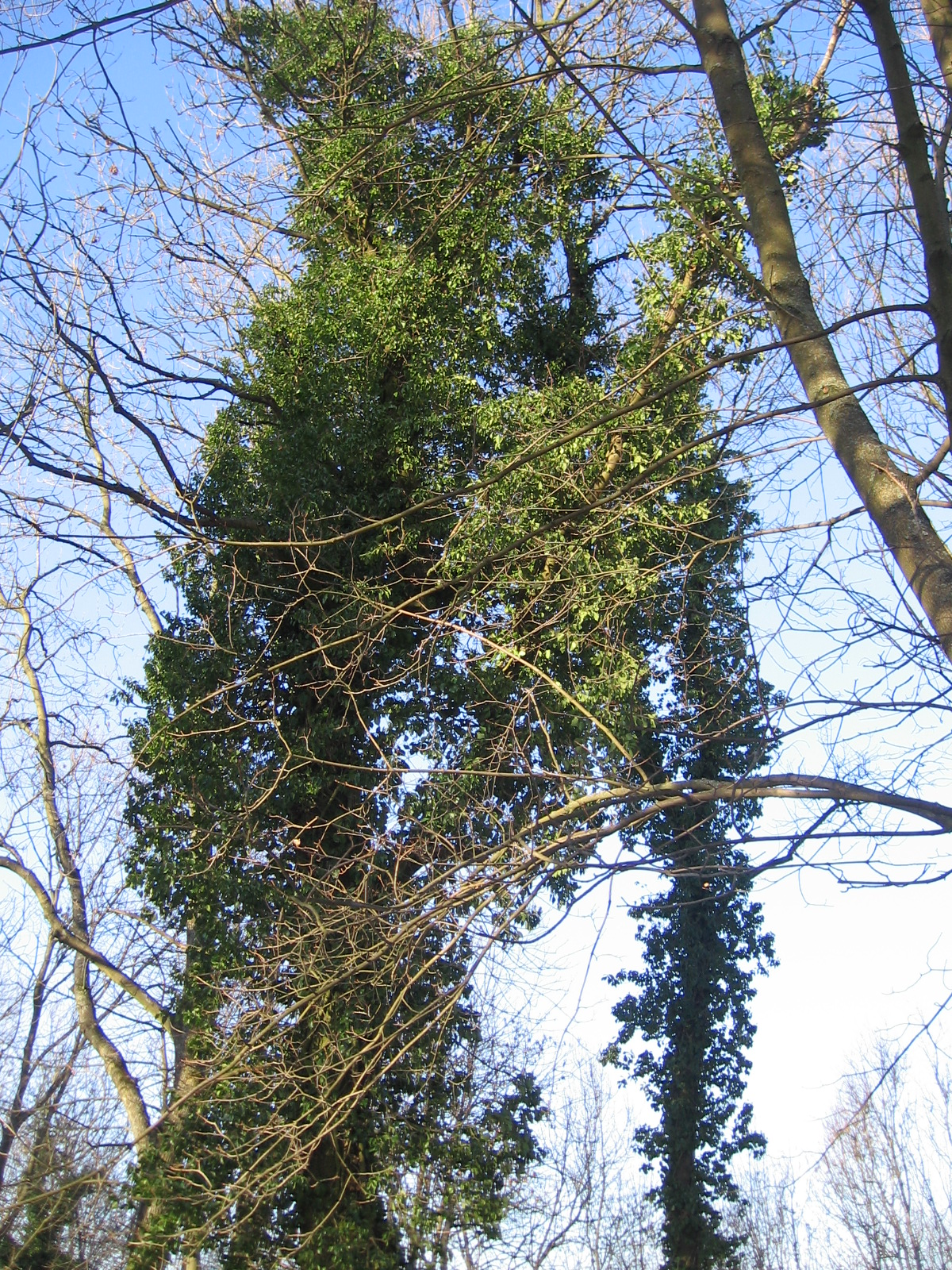
Плющ на кладбище